# 八迅卡
八迅卡，是中國近期提出来的一种新的电子商务理念，主要创新在于将不同卖家提供的优惠整合于一体，再反馈于消费者身上。